# مگی مک‌نامارا
مگی مک‌نامارا (انگلیسی: Marguerite "Maggie" McNamara؛ ۱۸ ژوئن ۱۹۲۸ – ۱۸ فوریهٔ ۱۹۷۸) یک مانکن، و هنرپیشه اهل ایالات متحده آمریکا بود.

## بخشی از فیلمشناسی
| سال  | عنوان                    | نقش              | توضیحات                                                        |
| ---- | ------------------------ | ---------------- | -------------------------------------------------------------- |
| ۱۹۵۳ | ماه آبی است              | Patty O'Neill    | نامزدی: جایزه اسکار بهترین بازیگر نقش اول زن نامزدی: بفتا      |
| ۱۹۵۴ | سه سکه در چشمه           | Maria Williams   |                                                                |
| ۱۹۶۳ | کاردینال                 | Florrie Fermoyle |                                                                |
| ۱۹۶۳ | بن کیسی                  | Dede Blake       | اپیزود: "The Last Splintered Spoke of the Old Burlesque Wheel" |
| ۱۹۶۴ | آلفرد هیچکاک تقدیم می‌کند | Pamela           | اپیزود: "Body in the Barn"                                     |